# 雨に眠れ
雨に眠れ（あめにねむれ)SLEEP IN THE RAINは、2000年5月29日にTBS系列の月曜ドラマスペシャルにて放映された2時間ドラマである。月曜ドラマスペシャル500回記念作でもある。

## 概要
世田谷区界隈で、幼児を狙った誘拐事件が連続して発生していた。身代金は奪われているが人質は無事に解放されていた。しかも、身代金の金額は決まって780万円だった。次のターゲットは、当該事件の指揮をとっていたキャリア組の刑事の息子だった。事件の捜査が進む中、犯人の悲しい過去とキャリア組の刑事の過去が交錯する。

## キャスト
- 小野静夫：矢沢永吉

小さな喫茶店の主。一人息子が14年前に亡くなり、妻もその1年後に病死した。以来孤独の闇の中に生きていたが、ある母子を助けたことで辛うじて生きる希望を持っていた。心臓病を抱えていた子供のためにとった行動は・・・
- 池上潤：堀本昂弥

14年前に「ある誘拐事件」の被害者になり亡くなった、静夫の息子。父親の静夫と苗字が違うのは、静夫は妻の家の婿養子であり妻子亡き後旧姓の小野に戻ったからである。
- 李安安：ビビアン・スー

息子の心臓病の手術のために台湾から、男を頼って来日したが、偽の住所を掴まされる。雨の中途方にくれていたところを静夫に助けられた。不法滞在しながら、何とか日本で生計をたてている。
- 李修：青木章悟

安安の息子。心臓病を抱えている。
- 中原司郎（警視正）：風間杜夫

誘拐事件の指揮を担当。家族との関係にひびが入りつつも、キャリア組として仕事一本槍の日々を送っている。14年前に北海道警察に出向し、札幌市での「ある誘拐事件」の捜査を担当する。犯人は逮捕されたが「人質の子供」は死亡してしまった。
- 中原恵理子：森下愛子

司郎の妻。司郎ともめながら、雑誌編集長としての仕事の日々を送っている。
- 中原圭太：三浦春馬

司郎の息子。誘拐される。両親のいざこざに辟易している。
- 木下幸嗣（世田谷北署捜査課刑事）：山本太郎
- 榊原警視正：須藤正裕

中原の息子の誘拐事件の指揮をとる。
- 伊藤（東京入国管理局査察官）：阿知波悟美

- 宇田川千鶴（誘拐事件被害家族の母）：石野真子

- 吉行医師：寺田農

静夫の店の常連客。李親子を最初に診た小児科医でもある。
- 多田宗平（世田谷北署捜査課刑事）：苅谷俊介

## スタッフ
- エンディングテーマ：矢沢永吉「フォーチュン・テイラー」
- 企画：池田文雄（池田オフィス）
- プロデュース：池田宏之（池田オフィス）、小越浩造（総合ビジョン）
- 脚本：安井国穂
- 監督：油谷誠至
- 音楽：高梨康治
- 車輌協力：日産自動車、BMWジャパン(ローバー事業部)、ランナーズ、コンガス
- カースタント：カースタントTAKA
- 技術協力：バル・エンタープライズ
- 編集・MA：ザ・チューブ
- スタジオ：東京メディアシティTMC-1スタジオ
- 製作協力：総合ビジョン
- 製作：TBS、池田オフィス